# 大阿薩姆

大阿薩姆

大阿薩姆，是指1947年印度獨立後不久至1963年的大阿薩姆邦。除了今天的阿薩姆邦外，它還包括現在的阿魯納恰爾邦、梅加拉亞邦、那加蘭邦和米佐拉姆邦。該邦的首府是西隆，目前是梅加拉亞邦的首府。
未分割的阿薩姆邦包括印度東北部七個相鄰邦中的五個，但特里普拉邦和曼尼普爾邦不屬於其中。在印巴分治前，錫爾赫特專區是阿薩姆邦的一部分。
未分割的阿薩姆邦總面積為234,568平方公里（90,567 平方英里），略小於迦納。今天阿薩姆邦的人口為5000萬，人口略低於韓國。